# Vranice (Píšť)
Vranice (německy Wranitz) je malá vesnice, část obce Píšť v okrese Pelhřimov. Nachází se asi 1,5 km na východ od Píště. V roce 2009 zde bylo evidováno 23 adres. V roce 2001 zde trvale žilo 45 obyvatel. Žije zde 34 obyvatel.
Vranice leží v katastrálním území Vranice u Humpolce o rozloze 2,11 km2.